# Digomphia
Digomphia Benth. es un género con tres especies de árboles pertenecientes a la familia Bignoniaceae.

## Taxonomía
El género fue descrito por George Bentham  y publicado en London Journal of Botany 5: 364. 1846. La especie tipo es: Digomphia laurifolia

## Especies
- Digomphia ceratophora
- Digomphia densicoma
- Digomphia laurifolia